# SS Normandie
O SS Normandie foi um navio de passageiros francês operado pela Compagnie Générale Transatlantique e construído pela Chantiers de Penhoët em Saint-Nazaire. Seu projeto foi iniciado no final da década de 1920 com o objetivo de dar continuidade ao SS Île de France. Sua construção começou em janeiro de 1931, porém a Grande Depressão atrapalhou as obras e adiou sua viagem inaugural até maio de 1935. O Normandie tinha o objetivo de ser um símbolo do requinte e luxo francês, além de dar ao país sua primeira Flâmula Azul de travessia transatlântica mais rápida.
Ele foi o maior navio de passageiros do mundo na época, com sua viagem inaugural atraindo grande atenção e prestígio. Apesar de seu luxo e fama, o Normandie não foi um sucesso comercial e muitas vezes viajou abaixo de sua capacidade total, realizando cruzeiros para o Brasil em uma tentativa de procurar novos mercados. Nesse período, ele passou por algumas pequenas reformas com o objetivo de aprimorar aspectos de seu desempenho. Sua carreira foi interrompida pela Segunda Guerra Mundial, quando foi tomado pela Marinha dos Estados Unidos no final de 1941.
O Normandie foi rebatizado como USS Lafayette com o objetivo de ser convertido para um navio de transporte de tropas. Entretanto, ele pegou fogo durante os trabalhos de conversão em 9 de fevereiro de 1942 e emborcou em sua doca em Nova Iorque devido ao peso da água usada pelos bombeiros para apagar as chamas. O Lafayette foi levantado em 1943 e parcialmente desmontado, com alguns projetos sendo propostos para sua reconstrução. Entretanto, essas ideias foram abandonadas e ele foi vendido como sucata em 1946 e desmontado completamente até 1947.

## Antecedentes

Pôster promocional desenhado por Cassandre para o Normandie.

A companhia de navegação francesa Compagnie Générale Transatlantique (Transat) havia lançado o SS France em 1912, assinando também um acordo com o governo francês para colocar outras três embarcações em funcionamento até 1932. O advento da Primeira Guerra Mundial entre 1914 e 1918 atrasou esses planos. O segundo navio finalmente estreou em 1921 como SS Paris, enquanto o terceiro foi o SS Île de France em 1927. O Normandie foi projetado para dar continuidade ao programa. O final da década de 1920 também viu o Reino Unido perder espaço marítimo para a Alemanha, que estava se recuperando da guerra com o lançamento do SS Bremen e do SS Europa, ambos os quais venceram a Flâmula Azul de travessia transatlântica mais rápida.
A Transat encerrou em 1928 uma avaliação positiva do desempenho Île de France, mostrando que a embarcação era popular entre os passageiros e gerava lucros consideráveis para a empresa. Seguindo o exemplo das britânicas Cunard Line e White Star Line, que iniciaram projetos de construção de navios gigantes a fim de renovarem suas frotas, o presidente John Dal Piaz da Transat começou um plano semelhante para construir um navio que fosse tão grande e rápido quanto seus competidores. Aos aspectos econômicos foi adicionada uma razão simbólica: a construção ajudaria a perpetuar uma imagem audaciosa e positiva da França no cenário mundial.
O projeto se materializou rapidamente: os estaleiros da Chantiers de Penhoët em Saint-Nazaire começaram em 1929 o desenvolvimento de um local onde o "super Île de France" poderia ser construído. Ao mesmo tempo, foram realizados estudos para traçar o perfil da nova embarcação; ficou decidido que ela deveria ser rápida para fazer o maior número de cruzamentos possíveis e assim ser mais rentável. Também deveria transportar mais passageiros que navios anteriores, o que acarretou um tamanho imponente. O projeto geral foi encarregado ao engenheiro russo Vladimir Yourkevich, para o desgosto dos engenheiros franceses que tiveram um papel minimizado. Testes em uma miniatura foram feitos em 1929 e 1930 nos estaleiros alemães da Blohm & Voss, porém os franceses consideraram os pareceres tendenciosos contra. A Transat passou o controle total para a Chantiers de Penhoët em 29 de outubro de 1930 por setecentos milhões de francos. Entretanto, o contrato oficial entre as duas partes só foi assinado em 6 de abril de 1932, mais de um ano depois do início da construção.

## Construção
A construção do Normandie começou em 26 de janeiro de 1931 com o batimento de sua quilha na presença de convidados ilustres. Até esse momento o projeto não tinha um nome oficial, por isso foi chamado de T6 por seus fabricantes. Ao mesmo tempo a Chantiers de Penhoët começou uma obra para a criação de uma doca seca de tamanho suficiente para acomodar o casco quando pronto, que posteriormente acabou sendo batizada de Eclusa Louis Joubert. Entretanto, a Transat estava em dificuldades financeiras desde 1929 por causa da Grande Depressão. A partir de 1930 ela teve de apelar para o governo francês por empréstimos, conseguindo um acordo em 22 de junho de 1931. Dessa forma a construção pode continuar, mas mesmo assim em diversos momentos se debateu a possibilidade de interrupção das obras (a mesma coisa  estava acontecendo com as britânicas Cunard e White Star com seus respectivos RMS Queen Mary e RMMV Oceanic). O gerente geral administrador da Transat, Henri Cangardel, e seu presidente Marcel Olivier lutaram para defender e destacar as vantagens que o navio traria para a França, conseguindo que o projeto se mantivesse em andamento.

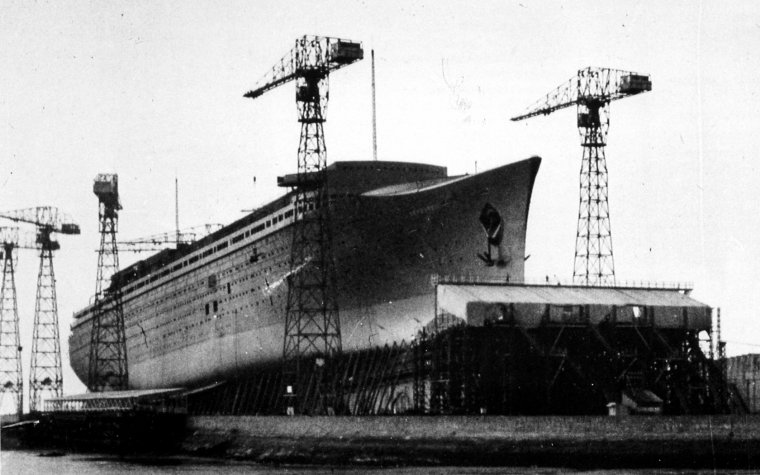
O Normandie em construção, 1932.

A ordem para continuação da construção do navio foi confirmada em abril de 1932. Foi nessa época que a Transat finalmente começou a pensar no nome de sua embarcação. O ministro da Marinha Mercante francesa propôs o nome de Président Paul Doumer em homenagem ao presidente Paul Doumer, que havia sido assassinado no mesmo ano. Cangardel e outros executivos da empresa foram contra a ideia, dentre os motivos porque o nome era semelhante a palavra "doomed" em inglês, que significa "condenado". O nome Normandie foi finalmente escolhido em 18 de outubro pelo conselho da companhia depois de ser proposto por Cangarnel. Esse nome já havia sido utilizado em outro navio da Transat do século XIX e evocava a tradição da empresa de nomear suas embarcações em homenagem a províncias francesas.
Ao mesmo tempo, os trabalhos na armação do casco foram concluídos e o Normandie foi lançado ao mar no dia 29 de outubro de 1932 diante de uma multidão de mais de duzentas mil pessoas, dentre convidados especiais e pessoas comuns. Durante a cerimônia, o presidente francês Albert Lebrun discursou pela glória do navio, enquanto sua esposa, a primeira-dama Marguerite Lebrun, foi a madrinha da embarcação e estourou a tradicional garrafa de champanhe para batizá-lo.
O Normandie foi logo em seguida rebocado para a Eclusa Louis Joubert a fim de iniciar seu processo de equipagem, durante o qual todas as suas instalações e acomodações internas e externas seriam colocadas. Sua viagem inaugural estava originalmente prevista para 1934, porém acabou sendo adiada pelo incêndio em 3 de janeiro de 1933 do SS L'Atlantique, um navio da Compagnie de Navigation Sud Atlantique, subsidiária da Transat. Os executivos da empresa decidiram fazer com que o Normandie ficasse ainda mais protegido contra fogo, forçando mudanças no projeto e novos equipamentos para esse fim. Dessa forma sua primeira viagem foi remarcada para 1935. Seus motores foram instalados no verão de 1933 e as três chaminés um ano depois. A Transat marcou oficialmente a viagem inaugural para maio de 1935, permitindo que o Normandie desfrutasse alguns meses de paz antes da chegada do Queen Mary. Ao todo, o navio passou três anos e quatro meses no processo de equipagem.

## Características

### Arquitetura
O casco do Normandie foi objeto de muitos estudos e pesquisas; era preciso construir um grande o suficiente para acomodar um alto número de passageiros mas que ao mesmo tempo fosse hidrodinâmico e aerodinâmico para permitir boa velocidade. Por um ano a partir de 1929, mais de 150 versões diferentes do casco foram projetadas e vinte desses chegaram a serem testados em tanques de água. A versão final foi projetada pelo engenheiro russo Vladimir Yourkevich, incorporando uma dianteira no formato de "Y" que permitia uma melhor penetração da água e oferecia menor resistência. A proa era equilibrada por um bolbo que também atuava como quebra-mar. Ao contrário de outros navios contemporâneos, o casco do Normandie possuía poucas linhas retas. O navio também era menos sensível a inclinações laterais por causa de sua largura.
Do ponto de vista externo, a silhueta do Normandie era principalmente moderna. A inclinação e largura da dianteira da proa permitia uma abertura em que uma âncora ou boça podia ser despejada. As engrenagens do leme ficavam logo abaixo da ponte de comando e eram transmitidas até a traseira da embarcação. Sua popa também se destacava de outros navios do período pois não havia nenhuma abertura para carga, mas sim uma sucessão de terraços curvos destinados aos passageiros.
Por fim, o Normandie tinha três chaminés pintadas de vermelho com o topo preto, bem semelhantes às chaminés do Bremen e Europa. Elas foram as primeiras chaminés na história da Chantiers de Penhoët construídas diretamente sobre o navio ao invés de erguidas em separado e içadas por cabos até seus devidos lugares. A terceira chaminé era na verdade falsa com o objetivo de dar equilíbrio ao desenho geral da embarcação, porém também servia para abrigar o sistema de ar-condicionado. O desenho inovador (perfil de uma gota d'água e altura menor) foi inspirado pelo pintor, escritor e marinheiro Durand de Saint Front, que fora contratado pela Transat como consultor estético do Normandie. Por último, o mastro dianteiro foi instalado atrás na ponte e não na frente, como era o usual, com o objetivo de não interferir no campo de visão dianteiro.

### Propulsão
O Normandie foi equipado com as últimas inovações técnicas da época em termos de sistema de propulsão. Como a maioria das outras embarcações do período, tanto civis quanto militares, sua principal fonte de combustível era a queima de óleo combustível para a produção de vapor. Os projetistas do navio enfrentaram um grande desafio na hora de definir quais seriam seus motores, já que era necessário que ele fosse extremamente rápido mas ao mesmo tempo econômico de se operar. Se estudou empregar um sistema semelhante a aquele utilizado anteriormente no Île de France, em que turbinas a vapor alimentariam as hélices diretamente. Isso acabou se mostrando muito pesado e volumoso para o Normandie e foi concluído que turbinas menores girando em uma velocidade maior que as hélices seria mais vantajoso economicamente.
Duas soluções eram possíveis: uma redução no tamanho das engrenagens (com um redutor interposto entre as turbinas e os veios de transmissão) ou uma transmissão elétrica (com as turbinas sendo acopladas a alternadores que produziriam uma corrente, que por sua vez alimentaria os motores elétricos de propulsão, com a redução sendo obtida pela diferença do número de pólos entre o alternador e o motor correspondente). A escolhida foi a opção turbo-elétrica por causa do tamanho e da pouca vibração. A Alsthom foi a selecionada para fornecer as montagens elétricas devido aos seus laços com a General Electric Company, que já havia produzido dezenas de motores do tipo, inclusive para embarcações militares, como os porta-aviões norte-americanos USS Lexington e o USS Saratoga da Classe Lexington.
A Normandie era equipado com 29 caldeiras principais e quatro caldeiras auxiliares, utilizando óleo combustível para a formação de vapor. O combustível era armazenado nos depósitos de petróleo dentro do casco duplo, com a embarcação sendo capaz de transportar até sete mil toneladas; para se alcançar a velocidade de trinta nós, era necessário duas toneladas de óleo e água. O vapor produzido pelas caldeiras era enviado para turbo-alternadores que alimentavam os motores de propulsão trifásicos de 5500 V. Esses equipamentos ficavam distribuídos em três salas ao longo do comprimento do casco. Cada compartimento possuía uma instalação especial do sistema de propulsão geral.
A marcha do navio era controlada a partir de plataformas de operação localizadas nos compartimentos dos turbo-alternadores, onde a velocidade do motor era ditada pela velocidade de rotação da turbina; o aumento da velocidade da turbina aumentava a frequência da corrente elétrica e, consequentemente, a velocidade do motor principal. Além disso, esse sistema permitia grande flexibilidade: um único turbo-alternador era capaz de fornecer energia para dois motores diferentes, fazendo com que o Normandie conseguisse continuar a movimentar suas quatro hélices mesmo no caso de um dos turbo-alternadores quebrar e parar de funcionar durante uma viagem.

### Segurança
Mesmo antes de seu comissionamento, o Normandie foi objeto de várias notícias e artigos com o objetivo de exaltar seus méritos e ganhar a opinião pública. Um tema muitas vezes repetido era sua segurança. Um ponto particularmente citado era seu casco duplo e sua resistência contra o fogo. Vários navios franceses anteriores haviam sido afundados ou gravemente danificados por incêndios, incluindo o MS Georges Philippar e o SS L'Atlantique, enquanto a Transat quase perdeu o SS Paris em tais circunstâncias em 1929; era necessário superar a desconfiança pública. O Normandie assim foi dividido em quatro zonas isoladas por anteparas corta-fogo; além disso, foi projetado para que os passageiros não se perdessem nos corredores em caso de evacuação. Vários dispositivos de controle de incêndio foram instalados, enquanto o capitão René Pugnet, seu primeiro comandante e que frequentou a construção, deu a ideia de que vários furos fossem feitos no teto para que as chamas pudessem ser combatidas de cima também. Por fim, todas as operações e equipamentos eram controladas a partir de uma central de segurança que monitorava constantemente uma equipe de bombeiros sempre pronta para agir.

### Instalações

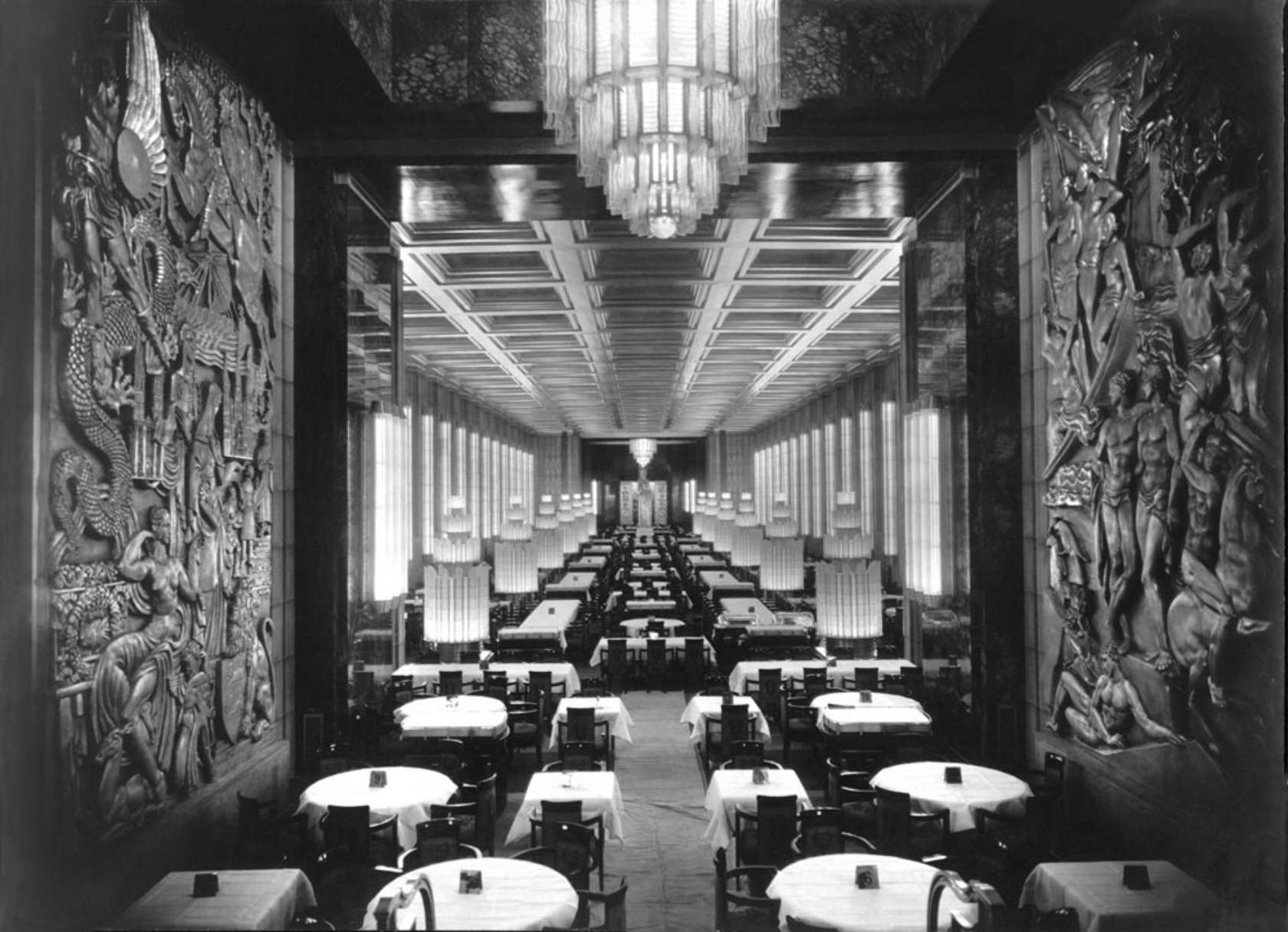
O grande salão de jantar da primeira classe do Normandie.

Os passageiros do Normandie eram divididos em três classes: primeira classe, classe turística e terceira classe. A primeira ocupava por volta de 70% do espaço do navio, principalmente na parte central. A classe turística ficava localizada na proa e a terceira classe na popa. A capacidade total da embarcação era de 1972 passageiros; a terceira classe originalmente transportava 315 pessoas, porém posteriormente acabou reduzida para apenas 186, equivalente a 10% da capacidade do navio. Tudo a bordo era voltado principalmente para a primeira classe, já que representava a maior parte do Normandie. A tripulação era formada por 1345 pessoas, criando uma proporção de dois tripulantes para cada três passageiros, muito maior que em outras embarcações da época.
As instalações disponíveis para os passageiros eram numerosas. A primeira classe possuía um enorme salão de jantar bem no centro do navio com três conveses de altura, além de um restaurante de grelhados, uma capela, uma grande sala de estar, lojas, um teatro/cinema, piscina coberta, biblioteca, jardim de inverno e até mesmo uma galeria de tiro. Os passageiros da primeira classe ocupavam cabines luxuosas com nomes de cidades normandas, como Deauville e Ruão.
A classe turística também tinha várias instalações semelhantes à sua disposição, como por exemplo uma sala de estar, porém originalmente ela não tinha vista para o exterior. Em 1936 ele foi transferida para um convés acima no lugar de um anexo originalmente destinado para a primeira classe. A terceira classe ocupava cabines bem menos luxuosas, porém também possuíam uma sala de jantar, sala de estar e convés de passeio.

### Decoração
A decoração interna do Normandie foi toda pensada com a intenção de servir como uma espécie vitrine da arte francesa da década de 1930, de acordo com explicações dadas pelo próprio Henri Cangardel durante um evento especial realizado em fevereiro de 1935. O arranjo geral foi confiado aos arquitetos franceses Pierre Patout, Henri Pacon, Richard Bouwens van der Boijen e Roger-Henri Expert. Com a exceção de Expert, todos os outros também haviam trabalhado anteriormente na elaboração das decorações do Île de France. Os quatro foram os responsáveis por conceber os planos das instalações principais da embarcação.

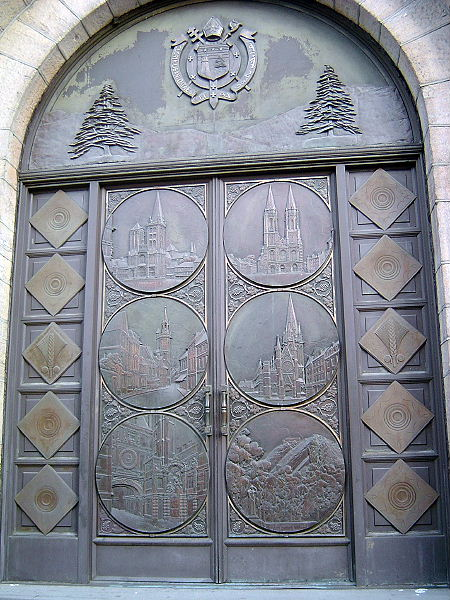
Os antigos medalhões de bronze da porta do grande salão de jantar do Normandie, feitos por Raymond Subes, hoje na porta da Igreja de Nossa Senhora do Líbano em Nova Iorque.

As instalações da primeira classe foram objeto de atenção especial, particularmente os grandes salões. Por exemplo, o salão de jantar principal ocupava três conveses, era acessado por portões de seis metros de altura e ricamente decorado com estátuas esculpidas por Louis Dejean, como a grande Pax – que ficava bem no centro do salão e simbolizava a deusa Concórdia com um ramo de oliveira na mão – e "cascatas de vidro" feitas por René Lalique. Alexandre Turpault decorou as mesas com toalhas bordadas com cenas de caça, enquanto as paredes receberam vitrais gravados por Auguste Labouret e quatro painéis pintados por Jean Bouchaud.
Por sua vez, a grande sala de estar era decorada por colunas de vidro feitas por Lalique, murais folheados a ouro por Jean Dunand e pinturas e esculturas de gelo de Jean Dupas. Além disso, o pintor Mathurin Méheut produziu quatro telas para serem penduradas no Normandie. A porta da capela do navio possuía um grande painel esmaltado de um cavaleiro normando esculpido por François-Louis Schmied. O salão de jantar para as crianças ficou ao encargo de Jean de Brunhoff, que o decorou com sua criação o personagem Babar. Havia também uma sinagoga a bordo que foi adicionada depois da primeira temporada de viagens.
Unificando a decoração era o tema principal sobre a Normandia: medalhões de bronze esculpidos por Raymond Subes representando cidades da região adornavam os portões do grande salão de jantar, que tinham cada um seis metros de altura, enquanto na escadaria dos fumantes havia uma escultura de um guerreiro normando feita por Léon Georges Baudry. Mesmo assim o tema Normandia não foi aplicado em algumas áreas e instalações, principalmente por causa da quantidade limitada de decoradores diferentes.
Os decoradores tinham de atender a certos requisitos específicos: os materiais precisavam ser à prova de fogo o máximo possível, a fim de impedir uma tragédia semelhante ao L'Atlantique, além dos desenhos possuírem certa simplicidade, mas que mesmo assim não ficassem menos suntuosos. Os decoradores procuraram também inovar na utilização de novos materiais, assim, após experimentos limitados no SS Colombie e no SS Champlain, o aço inoxidável e peltre foram amplamente usados em diversos itens de metal. O empresário Georges Halais forneceu mais de cinquenta toneladas de material que foram empregados nos banheiros, maçanetas e outras peças metálicas.
Alumínio também foi empregado no Normandie, a primeira vez que foi usado em uma embarcação comercial, já que reduzia o peso e era resistente contra a corrosão. O alpax, liga de alumínio com silício, foi usado para fabricar os fechos das janelas, enquanto outras ligas leves foram utilizadas no aspecto decorativo, principalmente nas cabines de luxo e no revestimento da porta da capela. No total, 25 toneladas de ligas leves foram colocadas no navio, algo que corresponderia a aproximadamente 60 toneladas de aço.

## Serviço comercial

### Testes marítimos
Com a conclusão da equipagem do navio, a Transat se preparou para reunir uma tripulação. O capitão René Pugnet, o comandante mais experiente da companhia, foi escolhido para comandar o Normandie; porém, ele planejava se aposentar em um ano, então Pierre Thoreux foi nomeado como o vice-comandante de Pugnet a fim de assumir o navio assim que o primeiro se aposentasse. Os trabalhos de construção prosseguiram em um bom ritmo para a embarcação realizar seus testes marítimos em maio de 1935. Entretanto, os estaleiros da Chantiers de Penhoët entraram em greve um pouco antes do prazo de entrega, mas mesmo assim o Normandie foi entregue em tempo.

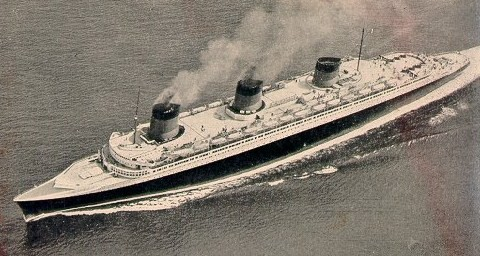
O Normandie em alto mar.

Como era costume dos estaleiros, dois períodos diferentes de testes foram agendados. No entanto, atrasos na construção colocaram em risco a data da viagem inaugural e os projetistas decidiram unir os dois períodos de teste em um só. Isso fez também com que o Normandie fosse forçado a ir diretamente para Le Havre sem voltar para Saint-Nazaire, como era o planejado. Além disso, para o desgosto da tripulação, jornalistas seriam permitidos a bordo durante os testes.
O Normandie partiu para seus testes marítimos em 5 de maio de 1935, com seu primeiro teste sendo uma avaliação de velocidade até o arquipélago de Glénan. Além dos jornalistas, toda a tripulação do navio estava a bordo e em seus respectivos postos já se preparando para a viagem inaugural. Os testes foram bem conclusivos, com a embarcação ultrapassando os 32 nós de velocidade, fazendo do Normandie um sério candidato para conquistar a Flâmula Azul e nome da França. Também foram realizados testes de manobrabilidade e de parada, com o navio precisando 1,7 quilômetros para parar totalmente a partir de uma velocidade de trinta nós, pouco menos que seis vezes o seu comprimento. Um problema notado foi os tremores: as hélices criavam fortes vibrações na parte traseira do Normandie, afetando instalações da terceira classe, da classe turística e até mesmo da primeira.
Um evento em particular deixou os executivos da Transat muito satisfeitos: enquanto o navio passava por Raz de Sein, o capitão Pugnet mandou colocar um pequeno bar do lado de fora do convés; o Normandie inclinou um pouco, mas rapidamente se recuperou sem danos além de alguns pratos quebrados, refletindo sua grande estabilidade. O navio encerrou seus testes e chegou em Le Havre na noite do dia 11 de maio, com Pugnet se permitindo a audácia de atracar a embarcação sem a ajuda de rebocadores. Inclusive, o porto da cidade havia começado um processo de expansão em 1931 com o objetivo de poder acomodar o enorme tamanho do Normandie.

### Viagem inaugural
Os funcionários da Transat entraram em greve pouco antes do Normandie chegar em Le Havre, com o governo francês intervindo imediatamente a fim de negociar um retorno em tempo para a viagem inaugural. Um jantar de estado foi organizado a bordo no dia 23 de maio, tendo a presença de mais de mil convidados de honra do presidente Albert Lebrun. As festividades ocorreram em várias instalações da primeira classe, com alguns convidados especiais inclusive passando a noite em algumas cabines da embarcação, enquanto o resto se hospedou no Paris, atracado ao lado. Lebrun por sua vez alterou seus planos e pediu para ficar em uma das cabines de luxo do Normandie em vez de ir para um hotel se juntar à esposa. As festividades continuaram nos dias seguintes, com os jornalistas continuando a visitar o navio e um evento de caridade sendo organizado e realizado a bordo. O cardeal Jean Verdier e o bispo André du Bois de La Villerabel consagraram a capela católica no dia 27 de maio.

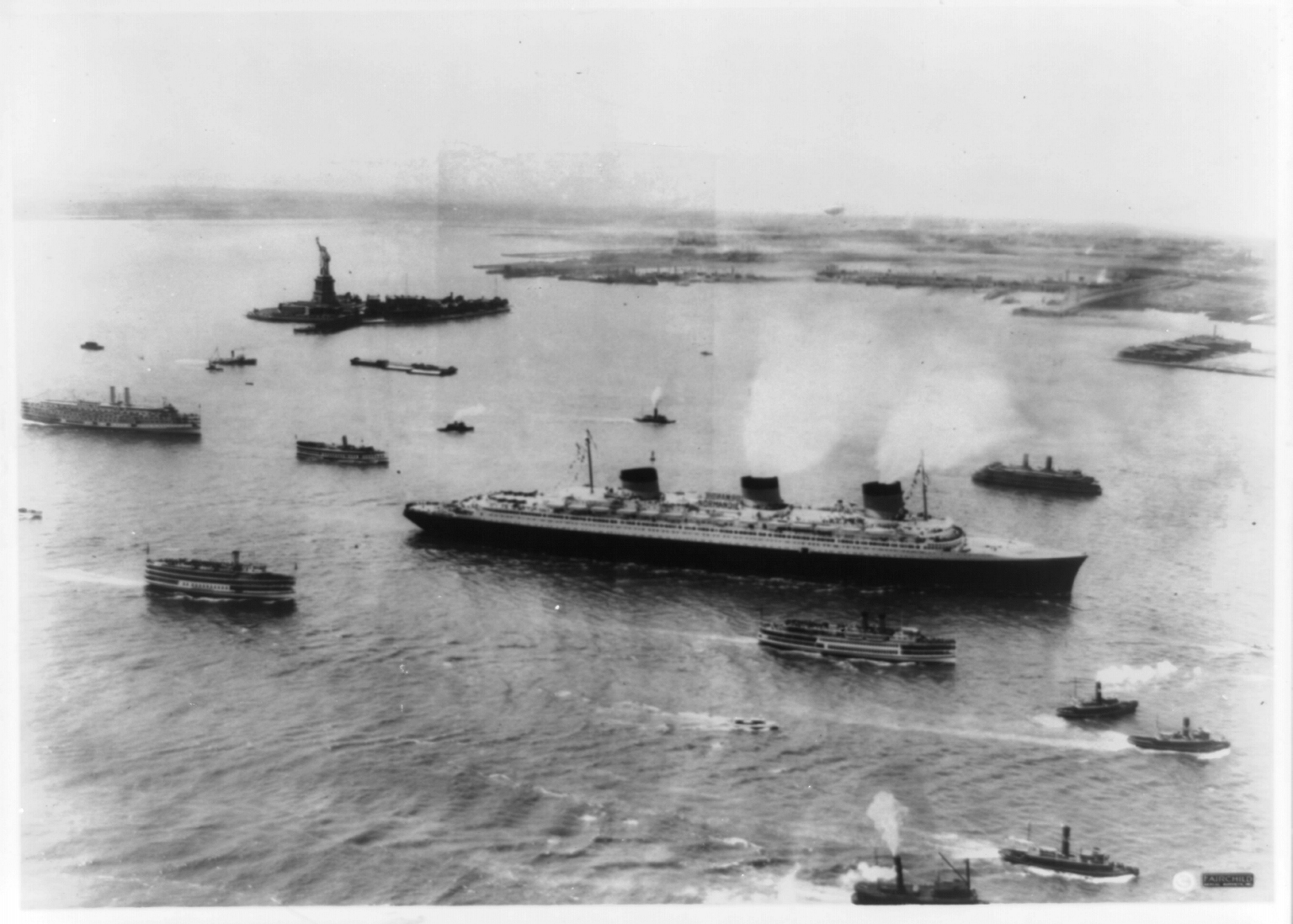
O Normandie chegando em Nova Iorque ao final de sua viagem inaugural, 3 de junho de 1935.

No dia 29 de maio, dia da viagem inaugural, o Normandie sofreu uma queda geral de energia, fazendo com que Cangardel temesse que o incidente tivesse sido causado por um ato de sabotagem. No entanto, o problema tinha ocorrido na verdade por uma entrada de água e foi rapidamente resolvido. O navio deixou o porto por volta das 18h30min na frente de uma enorme multidão. A bordo estavam pouco mais de mil passageiros, dentre eles a primeira-dama Marguerite Lebrun, a madrinha da embarcação, acompanhada pelos filhos. Outros passageiros de destaque durante a viagem inaugural incluíam os escritores Blaise Cendrars e Colette, a atriz Valentine Tessier e os músicos Jacques Pills e Georges Tabet, além de acadêmicos, vários nobres, ministros e políticos franceses, e o marajá indiano de Kapurthala. Também estavam a bordo funcionários e executivos da Transat e dos estaleiros, bem como Antonio Cosulich, o presidente da Navigazione Generale Italiana.
O navio fez uma escala em Southampton, Reino Unido, e em seguida cruzou a Bishop Rock na manhã do dia 30. Esta pequena ilha era a marca oficial para o início da medição da Flâmula Azul. Na época, o detentor da travessia transatlântica mais rápida era o italiano SS Rex. Os funcionários da Transat se recusaram até o último momento em comentar sobre as expectativas da quebra do recorde, porém os passageiros frequentemente apostavam e conversavam entre si sobre a conquista do prêmio. Um dos turbo-alternadores quebrou dois dias após a partida, forçando a tripulação a parar os motores. Entretanto, o Normandie conseguiu manter uma velocidade média de 28 nós e o problema foi rapidamente resolvido, com a embarcação logo voltando a navegar a trinta nós. Os passageiros não ficaram sabendo dos problemas e aproveitaram diferentes entretenimentos. Na noite de 30 de maio ocorreu a estreia do filme Pasteur, dirigido por Sacha Guitry, e no dia seguinte a primeira-dama inaugurou o restaurante de grelhados em meio a uma atmosfera festiva, apesar das fortes vibrações sentidas na parte traseira do navio.
O assunto da Flâmula Azul permaneceu tabu até o último dia de viagem. Perto do continente o capitão Pugnet até desacelerou a embarcação, chegando em Nova Iorque por volta das 11h30min do dia 3 de junho, meia hora antes do previsto. Com uma velocidade média de 29,94 nós, o Normandie demorou quatro dias para realizar a travessia transatlântica e bateu em dez horas o recorde anterior do Rex. Ele se tornou o primeiro, e até hoje único, navio de bandeira francesa a conquistar a Flâmula Azul. Apesar de Nova Iorque estar em meio à Grande Depressão, as notícias do navio viajaram pelos meios de comunicação e ele foi acompanhado por diversas outras embarcações enquanto entrava na cidade, com jantares de gala sendo realizados em homenagem ao seu feito. O Normandie atracou no Pier 88, que havia sido ampliado a fim de acomodá-lo.

### Modernização

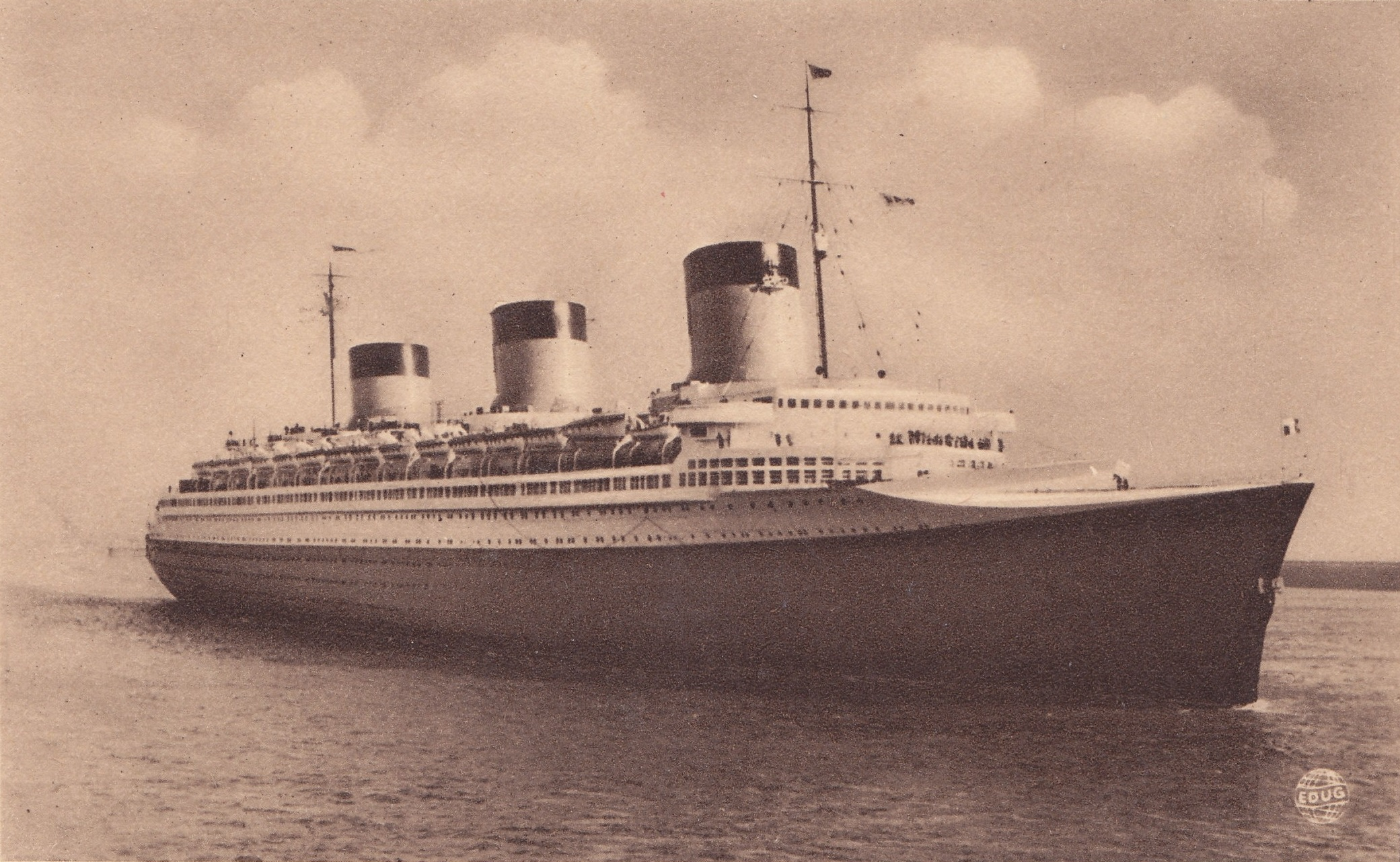
O Normandie em Le Havre

O Normandie realizou mais oito viagens de ida e volta entre Le Havre e Nova Iorque após sua viagem inaugural, com a temporada terminando em 28 de outubro de 1935. Para criar uma espécie de rotação, a Transat considerou na época a construção de um navio irmão chamado SS Bretagne; outro motivo era que o resto da sua frota não era tão rápida, criando um desequilíbrio no serviço oferecido. Esse projeto nunca se materializou, porém o Normandie passou por reformas durante seu primeiro inverno. As mudanças foram planejadas principalmente para eliminar as vibrações na parte da popa, que naquele momento já haviam danificado as tubulações e fiações elétricas do navio e impediam que os passageiros dormissem. Após experimentações e testes, determinou-se que o problema era causado pelas hélices de três lâminas. Dessa forma, elas foram substituídas por hélices de quatro lâminas que tinham um movimento mais fluido na água.
Outras mudanças foram realizadas na parte estrutural. A primeira foi a sala de estar da classe turística, que originalmente ficava no centro do navio e não tinha janelas, sendo transferida para uma área da popa anteriormente destinada aos passageiros de primeira classe. A alteração tinha dois motivos principais: melhorava as condições e qualidades da classe turística, com o objetivo de melhor competir com o RMS Queen Mary, e aumentava a tonelagem total para 82.800 toneladas, excedendo a de seu rival britânico e permitindo que o Normandie continuasse com o título de maior navio do mundo. Outras alterações foram feitas, como a adição de uma capela para a terceira classe e uma sinagoga. Além disso, a forma da passarelas de observação laterais da ponte de comando foram modicadas, deixando de possuir um formato curvo e assumindo uma forma mais reta.
As novas hélices só chegaram em abril de 1936. Elas cumpriram muito bem sua função, com a embarcação deixando de vibrar a trinta nós de velocidade. O Normandie ficou pronto para voltar ao serviço no dia 5 de maio, porém logo em seguida foi relatado ao oficial comandante que uma das hélices tinha desaparecido. Como nenhuma hélice de quatro lâminas estava disponível para ser usada na substituição e a travessia não podia ser cancelada, uma das antigas hélices de três lâminas foi colocada. A viagem ocorreu normalmente, porém foi novamente marcada pela vibração na popa. O problema foi resolvido apenas no cruzamento seguinte, em 20 de maio.

### Resto da carreira

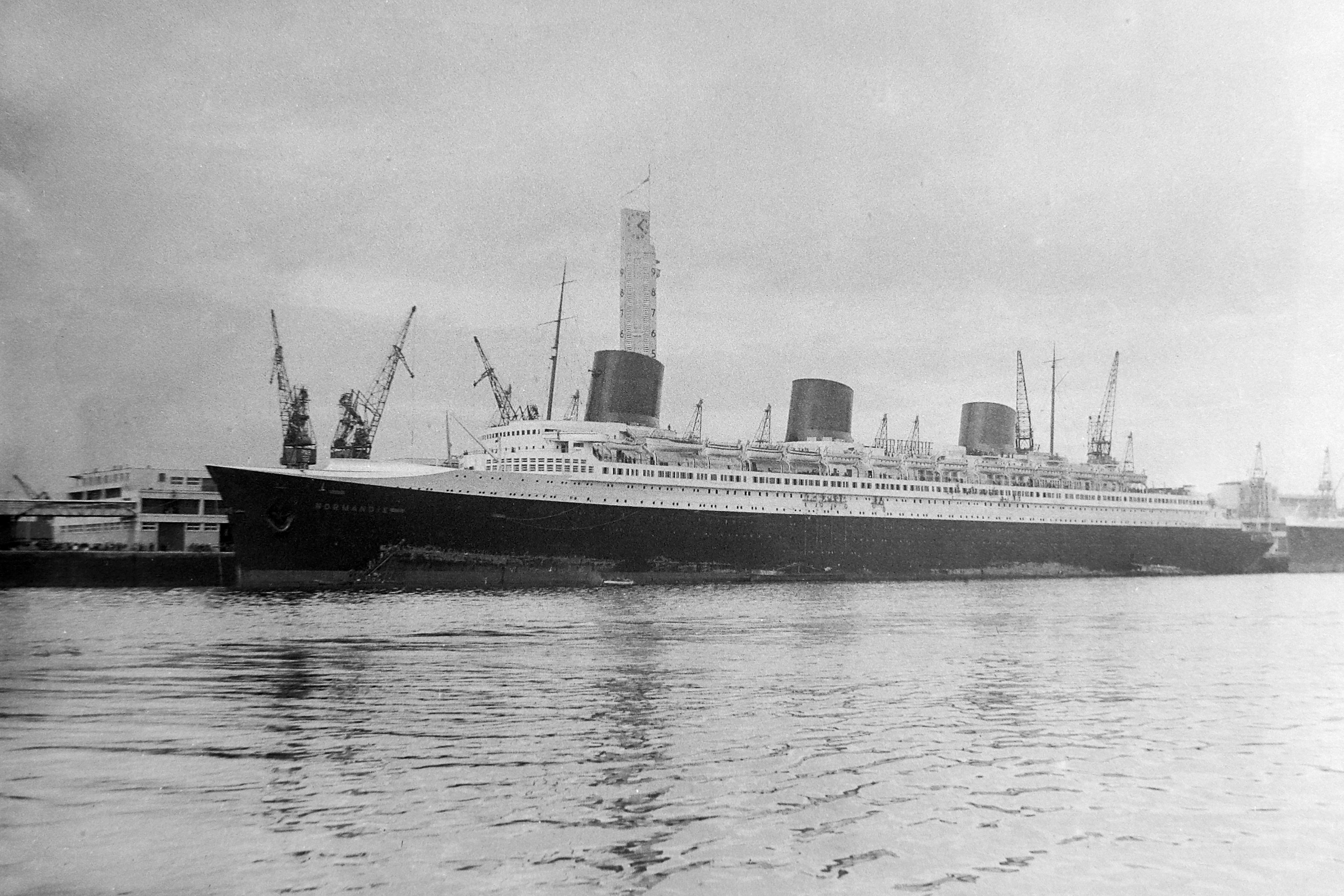
O Normandie no porto de Le Havre.

A temporada de 1936 começou com a chegada de um grande concorrente, o Queen Mary da Cunard-White Star Line. A estreia do navio britânico ocorreu sem problemas, com os mesmos tremores que afligiram o Normandie também ocorrendo no Queen Mary, mas ele mesmo assim se mostrou um grande sucesso. O capitão Pugnet se aposentou no início do verão e Thoreux assumiu o comando da embarcação, que realizou trinta viagens em 1936. Em junho, o Normandie se envolveu em um incidente incomum: um avião da Força Aérea Real voou no meio da fumaça de sua chaminé e acabou caindo na praia, mas o piloto saiu ileso e não houve grandes danos. Na sua última travessia a embarcação enfrentou uma forte tempestade, saindo completamente intacta. Entretanto, sua temporada foi maculada quando o Queen Mary conquistou a Flâmula Azul.
A Transat se recusou a aceitar que o recorde ficasse em mãos britânicas, fazendo o Normandie passar por uma nova reforma durante o inverno. Ela se focou principalmente na melhoria da potência e desempenho das máquinas e hélices, também tendo como resultado reduzir ainda mais as vibrações de popa. Ao retornar para o serviço comercial em 1937, o Normandie reconquistou a Flâmula Azul na primeira viagem. Comercialmente o número de passageiros aumentou em relação a 1936.
Apesar de conseguir concorrer em igualdade com o Queen Mary em termos de velocidade, o Normandie, desde a chegada de rival britânico, perdia no quesito popularidade. A grande suntuosidade e beleza de seus interiores aparentemente tiveram como efeito colateral afastar o viajante comum, que frequentemente enxergava a embarcação francesa como uma destinada principalmente para as estrelas de cinema, empresários ricos, aristocratas e membros da realeza, dessa forma fazendo com que ele viajasse na maioria das vezes com menos de sessenta por cento de sua capacidade total. Já o Queen Mary, apesar de também ser uma embarcação luxuosa, fora decorado de maneira mais modesta e confortável, atraindo um número maior de passageiros menos abastados que viajavam principalmente nas classes turística e terceira.

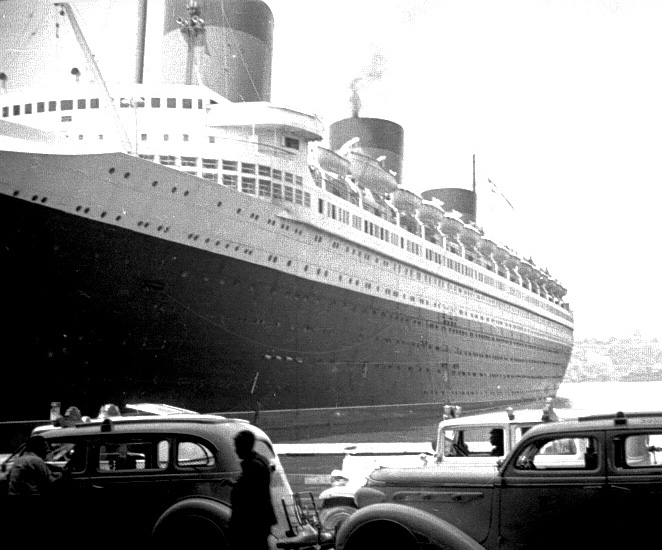
O Normandie no porto de Nova Iorque.

Com os negócios difíceis, a Transat decidiu levar o Normandie para uma nova função, deixando as travessias transatlânticas de lado para realizar um cruzeiro de gala de Nova Iorque até o Rio de Janeiro, Brasil, entre os dias 5 e 27 de fevereiro de 1938. O destino foi escolhido por ser popular entre os viajantes norte-americanos. Mesmo assim o cruzeiro mostrou-se também um desafio, já que implicava em uma rota mais longa e, portanto, dificuldades de abastecimento de combustível e suprimentos. A viagem mesmo assim foi um sucesso, com todas as cabines da primeira classe ocupadas e a maioria das da classe turística, com o Normandie batendo o recorde de maior número de passageiros em um cruzeiro e atraindo grande atenção da mídia. Ele foi aberto para visitantes enquanto esteve atracado no Rio de Janeiro, sendo visto por multidões para o desgosto dos passageiros.
Também em 1938, o Normandie realizou seu centésimo cruzamento transatlântico, que ocorreu pouco tempo depois dele ter novamente perdido a Flâmula Azul para o Queen Mary. Seu serviço comercial só foi atrapalhado no final do ano por uma nova greve de funcionários da Transat. A embarcação fez outro cruzeiro para o Rio de Janeiro em fevereiro de 1939, indo para Le Havre em abril a fim de passar por sua manutenção anual. Com a ameaça de guerra na Europa cada vez maior, seus botes salva-vidas foram pintados de cores mais vivas para serem vistos mais facilmente em caso de ataque e naufrágio. O Paris pegou fogo e emborcou enquanto estava atracado em Le Havre no dia 18 de abril, com o Normandie precisando cortar seus mastros para poder deixar sua doca seca e escapar do perigo das chamas. Ao mesmo tempo, Thoreux deixou o posto de oficial comandante do navio por escolha da Transat e foi substituído por Étienne Payen de La Garanderie.

### Últimas viagens
A sombra da Segunda Guerra Mundial pairava ainda mais forte em agosto de 1939. A Transat decidiu reduzir a velocidade média do Normandie a fim de economizar combustível caso fosse necessário dar meia volta durante alguma travessia se a guerra fosse declarada. Um dos últimos momentos de glória da embarcação foi a estreia em 9 de agosto do filme Paris-New York, dirigido por Yves Mirande e que fora filmado a bordo. Depois de voltar para a França, o Normandie iniciou sua última travessia em 23 de agosto em meio a um clima internacional tenso, com o Pacto Molotov-Ribbentrop assinado e a guerra praticamente uma certeza. Com medo de virar alvo de u-boots, a embarcação francesa seguiu uma rota semelhante à do alemão SS Bremen. Além disso, a viagem ocorreu com grande parte das luzes apagadas, cortinas fechadas e em silêncio total de rádio.
O Normandie conseguiu chegar em segurança aos Estados Unidos, porém a guerra foi declarada logo em seguida no dia 3 de setembro de 1939. Pelo perigo de se cruzar o Atlântico de volta para casa e encontrar submarinos inimigos, sua viagem de volta para a Europa foi cancelada e ele permaneceu atracado no porto de Nova Iorque. O navio foi desarmado em 6 de setembro, com a maior parte da tripulação de atendimento aos passageiros sendo repatriada para a França dois dias depois. O restante dos tripulantes preparou o navio para ficar atracado por tempo indeterminado, esforçando-se ao máximo para preservar suas mobílias, decorações e maquinários.

## Segunda Guerra Mundial

### Tomada

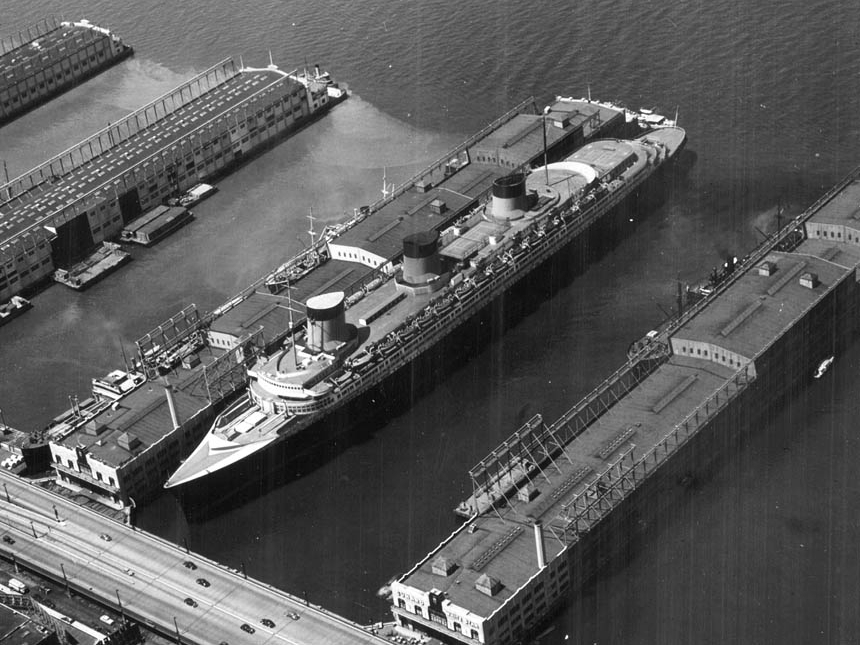
O Normandie imobilizado no porto de Nova Iorque durante a guerra, agosto de 1941.

Para os tripulantes que ficaram nos Estados Unidos, a vida era levada apenas dentro do navio; a Transat lhes ofereceu roupas quentes com a chegada do inverno e muitos tentaram manter algum contato por cartas com seus familiares. Porém, a França foi conquistada pela Alemanha Nazista em maio de 1940. O capitão La Garanderie voltou para a França em 5 de junho, com o comando do Normandie ficando com Hervé Le Huédé, que já servia a bordo fazia vários anos.
Com a entrada dos Estados Unidos na guerra ficando cada vez mais provável, o governo norte-americano começou a considerar apreender o Normandie para utilizá-lo como transporte de tropas. O risco de sabotagens aumentou com o estabelecimento da França de Vichy e os Estados Unidos temeu que talvez os franceses tentassem levar o navio de volta para casa. Um pedido para a tomada da embarcação foi apresentado no Congresso dos Estados Unidos em 11 de abril de 1941. Ao mesmo tempo, um destacamento da Guarda Costeira foi designado para vigiar os tripulantes franceses e evitar quaisquer sabotagens. O Japão atacou a base naval de Pearl Harbor no Havaí em 7 de dezembro, com o governo norte-americano tomando oficialmente o Normandie no dia 20. A tripulação francesa foi desembarcada com a exceção dos oficiais e outros cinco tripulantes. O capitão Huédé protestou e tentou impedir que os norte-americanos retirassem a bandeira francesa da embarcação, com os homens restantes deixando o navio sob protesto e cantando "a Marselhesa".
O navio foi entregue para o controle da Marinha dos Estados Unidos, apesar de membros da Guarda Costeira terem assumido a embarcação e passado a aprender a operá-la, com seu antigo engenheiro chefe ajudando os norte-americanos ao traduzir os manuais de operação do francês para o inglês. Logo depois da apreensão, surgiu a questão de como empregá-lo no esforço de guerra; apesar dos planos originais terem sido de um navio de transporte de tropas, o engenheiro naval William Francis Gibbs propôs transformá-lo em um porta-aviões, inclusive esboçando um projeto detalhado que no final foi rejeitado pelas autoridades da marinha norte-americana.
O trabalho de conversão para um navio de transporte de tropas começou com a retirada de todo o mobiliário e decoração, com a exceção do teatro, as capelas e as duas cabines de luxo que seriam usadas para acomodar oficiais de alto escalão. Dessa forma, grande parte da decoração interna do Normandie acabou sendo preservada. O navio foi então remodelado com o objetivo de poder transportar até dezesseis mil homens, sendo rebatizado no início de 1942 como USS Lafayette em homenagem a Gilbert du Motier, Marquês de La Fayette, militar francês que teve papéis importantes tanto na Guerra da Independência dos Estados Unidos quanto na Revolução Francesa.

### Incêndio

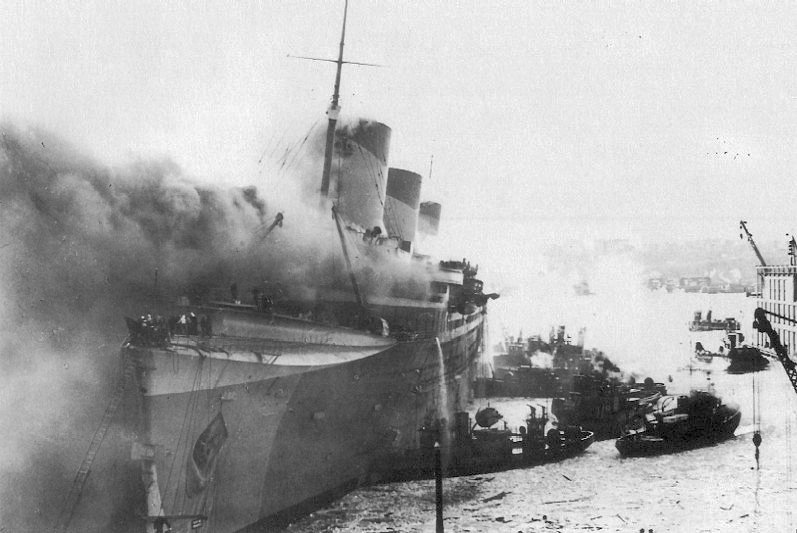
O Lafayette em chamas já começando a emborcar, 9 de fevereiro de 1942.

O processo de conversão do Lafayette progrediu pelo início de 1942. Em 9 de fevereiro, a operação do dia envolvia remover quatro colunas de aço da grande sala de estar, algo que necessitava de um maçarico. Apesar de despojada de todos os seus móveis e itens de decoração, naquele dia a sala de estar estava coberta por milhares de pacotes de coletes salva-vidas feitos de sumaúma, um material altamente inflamável. O corte das duas primeiras colunas ocorreu sem problemas, prosseguindo depois do almoço com a terceira coluna. Durante o corte da quarta, uma faísca do maçarico atingiu um dos pacotes de colete, seja por erro do operador ou do assistente que retirou o escudo de proteção cedo demais. O fogo logo se espalhou para outros pacotes; vários trabalhadores tentaram mover para longe pacotes aparentemente intactos, o que acabou acelerando a propagação das chamas. Além disso, não havia nenhum extintor de incêndio por perto e a equipe de bombeiros só foi avisada muito tempo depois. Essa equipe por sua vez era formada por homens em sua maioria destreinados que tinham sido promovidos para um posto supostamente tranquilo.
O fogo rapidamente se espalhou pelo convés de passeio, que estava coberto de beliches e lonas, com a tripulação entrando em pânico e evacuando o navio. Os bombeiros só foram chamados quinze minutos depois, às 14h49min, chegando no local três minutos depois, porém tendo dificuldades de entrar na embarcação por causa do fluxo de pessoas que ainda estavam saindo do local. Também não havia ninguém a bordo disponível para operar os sistemas de segurança e eletricidade. Assim, o auxílio no combate às chamas veio dos rebocadores do porto, que jogaram mais de seis mil toneladas de água sobre o Lafayette. Houve alguns feridos e uma morte, Franck Trentacosta, que foi atingido por um pedaço de aço projetado por uma explosão. O projetista original da embarcação, Vladimir Yourkevich, estava por acaso próximo do local do incêndio trabalhando em um projeto para a marinha norte-americana, porém seu acesso foi negado.
O Lafayette começou a emborcar cada vez mais a medida que toneladas de água eram jogadas para tentar apagar o fogo. Huédé aconselhou fazer uso de aberturas de saída de água do outro lado, o que ajudou a reequilibrar um pouco o navio. O incêndio foi extinguido completamente por volta das 18h, com mais de dez mil toneladas de água tendo sido despejadas e metade tendo ficado presa dentro da embarcação. O Lafayette pareceu se estabilizar no início da noite, com uma equipe especial sendo enviada para avaliar os danos internos. Entretanto, a maré alta daquela noite o desequilibrou e ele emborcou totalmente para bombordo às 2h40min já do dia 10 de fevereiro.

### Salvamento

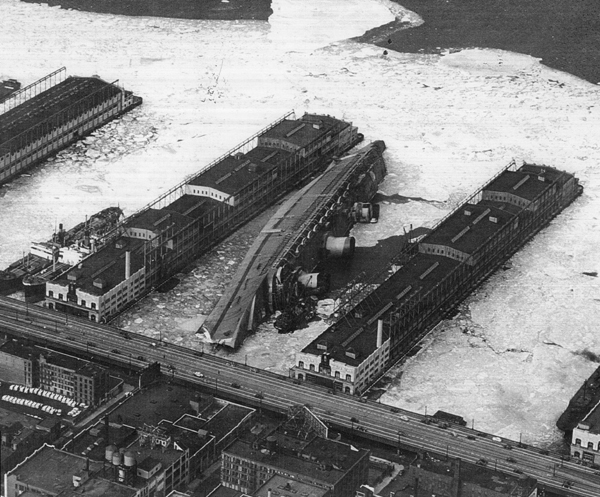
O Lafayette emborcado em Nova Iorque, 22 de fevereiro de 1942.

Logo em seguida surgiram perguntas sobre o motivo do incêndio e um inquérito oficial foi instaurado, rapidamente concluindo que uma faísca de um maçarico tinha incendiado os coletes salva-vidas. Isso mesmo assim não impediu que rumores de sabotagem se espalhassem; na década de 1960, os mafiosos Lucky Luciano e Meyer Lansky reivindicaram a autoria do incêndio, supostamente com o objetivo de fabricar o temor de inimigos na área das docas de Nova Iorque. A marinha acabou sendo criticada por manipular algumas informações e especialmente devido à fraca segurança ao redor do navio, que facilmente poderia ter sido alvo de uma verdadeira sabotagem. Rapidamente o presidente Franklin D. Roosevelt pediu para que projetos de salvamento do Lafayette fossem criados, principalmente porque os Estados Unidos tinham sofrido alguns reveses na Guerra do Pacífico. Yourkevich serviu como consultor nessas operações, assim como Gibbs. Além disso, também era necessário determinar se a embarcação poderia ser recuperada ou deveria ser totalmente desmontada. Os trabalhos começaram logo no dia 20 de fevereiro com a remoção das chaminés e da superestrutura, com a Transat separando e preservando vários elementos decorativos que tinham sido retirados.

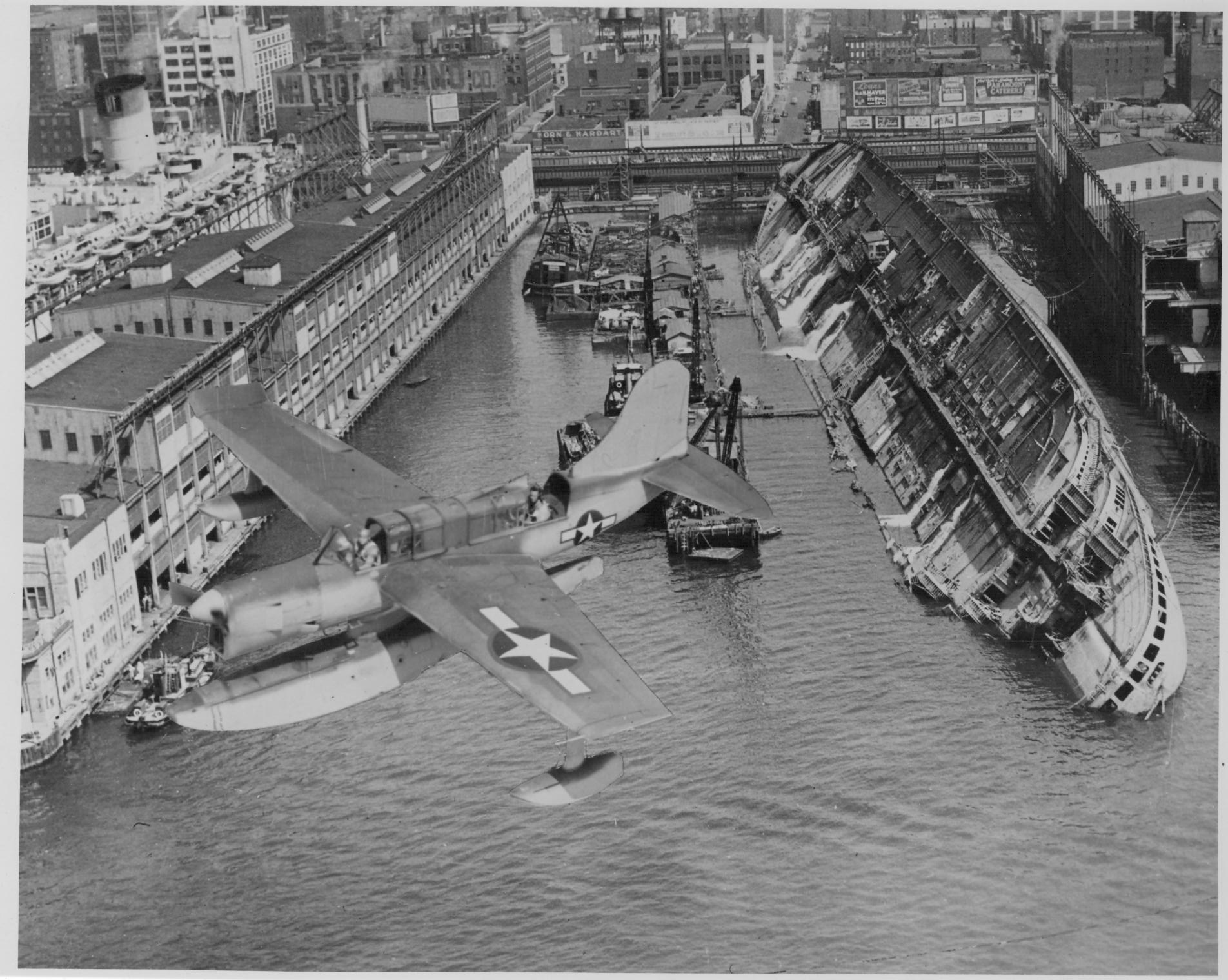
O Lafayette, parcialmente desmontado, sendo levantado da água, agosto de 1943.

A primeira fase foi extrair toda a lama de seu interior para a água poder ser bombeada para fora, além do fechamento das escotilhas e vigias deixadas abertas durante a evacuação. Esse trabalho tinha previsão de demorar vários meses e foi realizado por vários mergulhadores. O Pier 88 também foi comprado pela marinha e parcialmente desmontado para evitar maiores danos ao navio e facilitar no salvamento. As operações de limpeza e desmontagem da superestrutura demoraram mais de um ano e a retirada da água só foi começar em 4 de agosto de 1943, com o Lafayette sendo totalmente levantado e endireitado em 15 de setembro. No total, o salvamento da embarcação custou onze milhões de dólares em valores da época. Foi a maior operação de salvamento naval da história até então e serviu para treinar a marinha para operações semelhantes, que foram reproduzidas centenas de vezes durante a Segunda Guerra Mundial.
O navio então foi rebocado para Bayonne, Nova Jérsei, e colocado em uma doca seca a fim de esperar seu destino. Inspeções realizadas no casco e motores mostraram que eles estavam muito mais deteriorados do que o imaginado, deixando o trabalho de restauração e reconstrução potencialmente mais problemático, difícil e caro. Além disso, os estaleiros estavam muito ocupados com os pedidos relacionados à guerra. Dessa forma, o projeto de reabilitação do Lafayette foi abandonado no início de 1944. Ainda existia uma pequena esperança na forma do presidente Roosevelt, que continuou a defender a restauração porque, na opinião dele, todo o trabalho de salvamento seria considerado injustificado caso a embarcação fosse desmontada. Gibbs por outro lado era a favor de construir um navio totalmente novo para, nos tempos de paz, competir com os britânicos. A iminência da invasão da Normandia e a morte de Roosevelt acabaram definitivamente com quaisquer possibilidades de recuperar o Lafayette. Ele foi oficialmente declarado um excedente em 20 de setembro de 1945, sendo comprado em outubro do ano seguinte pela Lipsett, Inc. para ser desmontado e vendido como sucata. Os trabalhos de desmontagem começaram em janeiro de 1947 e terminaram em outubro, com a operação gerando um lucro de aproximadamente um milhão de dólares em valores da época.

## Legado
O Normandie foi um dos 44 navios que a Transat perdeu durante a Segunda Guerra Mundial, aproximadamente dois terços de sua frota total. A única grande embarcação que sobreviveu ao confronto foi o Île de France, que serviu como navio de transporte de tropas com a Marinha Real Britânica. Por outro lado, outras grandes companhias conseguiram manter seus navios, como o Queen Mary e o RMS Queen Elizabeth da britânica Cunard. A situação da Transat ficou preocupante, com a perda do Normandie sendo um dos grandes responsáveis pelo estado das coisas, já que ele era a principal embarcação da empresa. Os Estados Unidos ofereceram uma grande compensação financeira pelas perdas, o que permitiu a construção de três novos navios, além da entrega do alemão SS Europa, que foi oficialmente dado para à França pela Alemanha como uma indenização por danos de guerra. A Transat também recebeu de volta o SS De Grasse, que foi afundado no conflito mas pode ser levantado e recuperado.
O Europa foi renomeado para SS Liberté e, após quase naufragar ao colidir com os destroços do Paris, só foi conseguir navegar comercialmente ao lado do Île de France em 1950. A bordo foram colocados alguns dos elementos decorativos retirados do Normandie, que ajudaram a retirar as decorações alemãs e deixar a embarcação com um estilo mais francês. Apesar disso tudo, a Transat teve dificuldades em competir com o Queen Mary, Queen Elizabeth e os mais novos SS United States e SS Andrea Doria. A companhia só voltaria a alcançar um sucesso similar ao Normandie na década de 1960 com o SS France, porém ao mesmo tempo enfrentando concorrência dos aviões.
Apesar de seu fim pouco glorioso, o Normandie até hoje ocupa um lugar especial na história da marinha mercante francesa, sendo o único navio do país a ter conquistado a Flâmula Azul além de ter sido a maior embarcação do mundo na época de seu lançamento. Desde então ele foi considerado por historiadores como um dos mais belos navios já construídos na história marítima mundial, com seu projeto e decoração art déco tornando-se referências tanto na área da engenharia naval quanto de decoração interna, sendo considerado um dos maiores expoentes artísticos franceses da década de 1930. Vários de seus itens mobiliários e decorativos foram leiloados ao final da Segunda Guerra Mundial, estando atualmente espalhados por todo mundo em museus, coleções particulares e até mesmo também outros navios de passageiros.